# گانداهار
گانداهار (به فرانسوی: Gandahar) (که در آمریکا با نام Light Years شناخته می‌شود) نام انیمیشنی علمی تخیلی و فانتزی محصول ۱۹۸۸ فرانسه است. نسخه اصلی فیلم توسط رنه لالوکس و براساس رمانی از ژان-پیر آندرون به نام Les Hommes-machines contre Gandahar (ماشین‌های انسان‌نما بر ضد گانداهار) کارگردانی شده است.
نسخه انگلیسی توسط هاروی واینستین و بر اساس نسخه‌ای که آیزاک آسیموف اصلاحاتی بر روی آن انجام داده بود منتشر شد. در نسخه انگلیسی نام اصلی عنوان ترجمه نشد و بلکه تگ اصلی فیلم "Les Années lumière" (سال‌های روشنایی) به عنوان عنوان ترجمه شد.

## داستان
دنیای کامل قندهار که در آن انسان‌ها در نهایت تکامل و رفاه زندگی می‌کنند توسط نیرویی ناشناخته مورد هجوم قرار می‌گیرد. در این راه انسان‌های تکامل یافته دنبال راهی برای مقابله با این نیرو می‌گردند که توسط ربات‌هایی، انسان‌ها را نابود می‌کند. در این راه انسان‌های تکامل یافته با گروهی از انسان‌های بدوی و طرد شده اجتماعی نیز برخورد می‌کنند و...